# Argences-en-Aubrac
Argences-en-Aubrac è un comune francese del dipartimento dell'Aveyron della regione dell'Occitania.
È stato creato il 1º gennaio 2016 dalla fusione dei preesistenti comuni di Alpuech, Graissac, Lacalm, La Terrisse, Sainte-Geneviève-sur-Argence e Vitrac-en-Viadène.
Il capoluogo è la località di Sainte-Geneviève-sur-Argence.